# Franciszek Ksawery Malinowski
Franciszek Ksawery Malinowski (ur. 23 listopada 1807 w Gołubiu nad Drwęcą w powiecie brodnickim, zm. 30 stycznia 1881 w Komornikach) – polski językoznawca, założyciel Towarzystwa Przyjaciół Nauk w Poznaniu, członek Akademii Umiejętności w Krakowie.

## Życiorys
Urodził się jako syn burmistrza. Kiedy miał trzy lata, zmarła jego matka. Uczęszczał do miejscowej szkoły podstawowej w Gołubiu. Został przyjęty w aptece jako praktykant. Przerwał praktyki, by udać się do Żuromina, a następnie do Płocka celem kontynuowania nauki. Skończywszy 6 klas szkoły elementarnej, podjął naukę w gimnazjum pijarów w Warszawie, gdzie uczestniczył także w wykładach uniwersyteckich z estetyki i geografii. Gdy zmarł jego ojciec w 1829 roku, wypełnił wolę swej macochy wstępując do pelplińskiego seminarium duchownego. W roku 1830 przerwał studia, gdyż wziął udział w powstaniu. W Węgleszynie w powiecie jędrzejowskim oraz w Rylsku w powiecie rawskim pracował jako nauczyciel domowy. W 1835 powrócił do seminarium duchownego. Trzy lata później otrzymał święcenia kapłańskie. Do roku 1841 był wikarym w Czaczu nad Wisłą. Następnie objął posadę w probostwie Wałdowskim w powiecie złotowskim. Jednocześnie kontynuował studia lingwistyczne. W 1849 roku został penitencjariuszem przy katedrze poznańskiej, a w 1851 proboszczem w Komornikach. Pierwszą pracę z zakresu językoznawstwa napisał dla wrocławskiego czasopisma Znicz (1851), lecz ostatecznie jej nie opublikował. W 1862 roku otrzymał propozycję przyjęcia do katedry języków słowiańskich w Szkole Głównej Warszawskiej.

## Wybrane publikacje
- Zasady i prawidła pisowni polskiej przez Deputacją od Król. Towarzystwa Warszawskiego Przyjaciół Nauk wyznaczoną, podane w dziele pod napisem: Rozprawy i wnioski w ortografii polskiej w Warszawie, 1830, wraz z krytycznym rozbiorem i zmianą niektórych prawideł Deputacji i z wytknięciem niektórych błędów, od czasu ks. Kopczyńskiego i później powstałych, aż dotąd język polski każących[2].

- Krytyczny pogląd na zasady głosowni znanych autorowi gramatyk polskich, wraz z uzasadnieniem ilości brzmień i głosów polskiego języka. Przydatek do krytyczno-porównawczej głosowni języka polskiego i starosławiańskiego, stanowiący I część krytyczno-porównawczej gramatyki sławiańskiej[3].
- Krytyczno-porównawcza gramatyka języka polskiego z dzisiejszego stanowiska lingwistyki porównawczej[4].
- Krytyczne uwagi nad rozprawą ks. Choińskiego „Słowo o języku polskim”[5], wydaną w Poznaniu 1870.
- Gramatyka sanskrytu porównanego z językiem starosławiańskim i polskim na podstawie sanskryckiej gramatyki Franciszka Boppa[6].
- Dodatek do Gramatyki języka polskiego obejmujący uzupełnienia i sprostowania niektórych usterków’ dostrzeżonych przez autora[7].
- Krytyka pisowni zawartej w części VI Gramatyki języka polskiego większej prof. Antoniego Małeckiego[1][8].